# Ода Нобухиро
Ода Нобухиро (яп. 織田 信広,  умер 13 октября 1574) — старший сын Оды Нобухиды (яп. 織田信秀; 1510 — 21 апреля 1551). После захвата замка Андзё в провинции Микава в 1540 году управление замком было передано Оде Нобухире. В 1549 году он попал в плен к клану Имагава, однако был освобождён в результате обмена на Мацудайра Такэтиё (впоследствии известного как Токугава Иэясу), который был заложником у клана Ода. Этот обмен был осуществлён для компенсации последствий осады замка Андзё.
Будучи незаконнорожденным сыном, Нобухиро постепенно терял своё влияние. Даже его младший брат Ода Нобунага перестал относиться к нему с уважением, как и многие слуги клана. последствии Нобухиро добровольно оставил пост главы клана, чтобы уступить место Нобунаге. Однако позже он организовал заговор против брата, заручившись поддержкой Сайто Ёситацу. План был раскрыт до его реализации, и Нобунага, проявив милосердие, простил Нобухиро. В конечном итоге Нобухиро погиб в битве за крепость Нагасима.

## Семья
- Отец: Ода Нобухидэ (1570—1551)
- Братья:
  - Ода Нобунага (1534—1582)
  - Ода Нобоюки (1536—1557)
  - Ода Нобуканэ (1548—1614)
  - Ода Нагамасу (1548—1622)
  - Ода Нобухару (1549—1570)
  - Ода Нобутоки (погиб в 1556)
  - Ода Хидэтака (погиб в 1555)
  - Ода Хидэнари
  - Ода Нобутэру
  - Ода Нагатоши
- Сёстры:
  - Оити (1547—1583)
  - Оину